# Bandera de la Costa d'Ivori
La bandera de la Costa d'Ivori compta amb tres bandes verticals taronja, blanc i verd.

## Colors
Es colors tenen el següent significat:
- el taronja recorda el color de la terra de les sabanes del centre del país. També simbolitza el sentit de la lluita;
- el blanc simbolitza l'esperança de la unió en la pau;
- el verd és el color de la selva, de la natura i de la fecunditat, la certesa d'un futur millor i l'esperança.

| Colors  | Pantone | RGB           | Hexadecimal | CMYK          |
| ------- | ------- | ------------- | ----------- | ------------- |
| Taronja | 151 C   | 255, 130, 0   | #FF8200     | 0, 70, 100, 0 |
| Blanc   | N/A     | 255, 255, 255 | #FFFFFF     | 0, 0, 0, 0    |
| Verd    | 347 C   | 0, 154, 68    | #009A44     | 77, 20, 95, 4 |